# ویتوریو دی پریما
ویتوریو دی پریما (ایتالیایی: Vittorio Di Prima؛ ‏ ۱۹ ژوئیهٔ ۱۹۴۱ – ۹ فوریهٔ ۲۰۱۶) بازیگر، صداپیشه و مدیر دوبلاژ اهل ایتالیا بود.
وی دوبلور ایتالیایی آنتونی کوئین، لئونارد نیموی، مورگان فریمن، فیلیپ نوآره، کارل ویترز، جری استیلر و دلروی لیندو بود.